# توماس دبليو. فاولر
توماس دبليو. فاولر هو مهندس معماري كندي، ولد في 3 مايو 1865، وتوفي في 4 نوفمبر 1951 في أوتاوا في كندا.